# NGC 3563
NGC 3563 est une paire de galaxies lenticulaires constituée de PGC 34025 et de PGC 34012 (MCG 05-27-013). NGC 3563 a été découverte par l'astronome russo-américain Otto Struve en 1869.

## Caractéristiques
La galaxie PGC 34025 est aussi désignée comme NGC 3563B par la base de données NASA/IPAC. Sa vitesse par rapport au fond diffus cosmologique est de 10 356 ± 22 km/s, ce qui correspond à une distance de Hubble de 153 ± 11 Mpc (∼499 millions d'al). Quant à la galaxie PGC 34012 (MCG 05-27-013 sur l'image de l'infobox), elle est désignée par NGC 3563A par base de données NASA/IPAC. Sa vitesse par rapport au fond diffus cosmologique est de 11 060 ± 22 km/s, ce qui correspond à une distance de Hubble de 163 ± 11 Mpc (∼532 millions d'al). Une distance de plus de 10 Mpc pourrait donc séparer ces deux galaxies, mais il se pourrait, étant données les incertitudes sur ces valeurs, qu'elles forment une paire réelle de galaxies.
Les propriétés de PGC 34025 apparaissent en premier dans l'infobox.